# Edu Oriol
Eduard Oriol Gràcia, detto Edu (Cambrils, 5 novembre 1986), è un ex calciatore spagnolo, di ruolo centrocampista.
Ha un fratello gemello di nome Joan, anch'egli un calciatore professionista.

## Carriera
Cresciuto nelle giovanili di varie squadre catalane come CF Pobla de Mafumet, Reus Deportiu e Sant Andreu. Nell'estate 2009 viene acquistato a titolo definitivo dal Barcelona per poi essere aggregato alla squadra riserve.
Due anni dopo passa a titolo definitivo al Real Saragozza firmando un contratto triennale. Esordisce in Primera División con la squadra aragonese il 28 agosto, entrando in campo nel secondo tempo della partita persa per 6-0 alla Romareda contro il Real Madrid.